# 李恩恵
李 恩恵（リ・ウネ）は、大韓航空機爆破事件の実行犯だった金賢姫の日本人化教育係。北朝鮮による拉致被害者、政府認定の拉致被害者である日本人女性田口八重子の仮名と見られている。
日本の警察庁が全国の警察に指示を出して失踪者の洗い直しを行ったほか、金賢姫自身の証言などにもとづき、1991年（平成3年）5月、埼玉県警察は記者会見を開き、従来「李恩恵」として報道されてきた女性は拉致被害者の田口八重子であることを事実上断定した。また、日本政府は、拉致被害者支援法に基づく「李恩恵拉致容疑事案」の認定拉致被害者を田口八重子だとしている
。 

## 金賢姫の証言
ソウルオリンピックを翌年にひかえた1987年11月29日、バグダッド発ソウル行きの大韓航空機がビルマ沖上空で突然消息を絶ち、乗員・乗客全員が行方不明（のち全員死亡と断定）となり、これが空中爆破による墜落であることが判明した（大韓航空機爆破事件）。しかし、途中で経由地アブダビ空港で日本人名義の旅券を所持する男女が降りたことが判明、事件直後よりマークされた。2人は12月1日、バーレーン国際空港からローマに向け出国しようとしたところを拘束された。空港での事情聴取中、2人はタバコに仕込んであったカプセルで服毒自殺をはかり、男性（金勝一）は死亡、女性の方は意識を失ったものの一命を取りとめ、12月15日、ソウルに移送された。
女性は、朝鮮労働党中央委員会調査部特殊工作員の金賢姫であった。金賢姫は、1981年7月から1983年3月にかけて日本人拉致被害者「李恩恵」と起居をともにし、一対一で日本人化教育を受けたと証言した。金賢姫は訪日したことは一度もなかったにもかかわらず、日本人記者たちと自由に日本語で会話できるだけの日本語能力をもっていた。金賢姫は、李恩恵が残された子供たちはどれほど寂しかっただろうかと話すとき、しばしば涙ぐんだと証言している。

## 北朝鮮政府の説明
北朝鮮政府は、大韓航空機爆破事件（KAL858事件）および1983年のラングーン爆弾テロ事件について、その犯行を認めていない。上述のように、1991年5月16日、埼玉県警察は「李恩恵」が田口八重子であることを確認した。これにより、拉致問題が日朝間の懸案事項として登場した。
北朝鮮政府は、2002年9月、日朝平壌宣言に先立つ小泉純一郎の訪朝に際し、田口八重子を1978年に拉致したことを公式に認めたが、彼女が大韓航空機爆破事件の1年以上前の1986年7月30日に死亡した女性であると「説明」しており、「李恩恵」なる人物の存在を認めていない。その後も、北朝鮮は、大韓航空機爆破事件には北朝鮮は関与しておらず、韓国のでっち上げ、または韓国の組織による自作自演だという立場をとっており、金賢姫という工作員がいたことも否定している。
北朝鮮側は、田口八重子について、大阪府の中華料理店に勤務していた調理師男性の原敕晁（当時43歳）と結婚したが、1986年に原が病死すると、まもなく自動車事故で死亡したものとしている。しかし、北朝鮮は田口の遺体は洪水で流失したものとしている。
北朝鮮政府は、朝鮮戦争もラングーン事件も大韓航空機爆破事件も自分たちの仕業であることは認めておらず、拉致犯罪についても小泉訪朝まで「日本の反動勢力のでっち上げ」だと主張し、拉致を認めた後も、出しにくい人は死んだことにして、それ以外はいないと述べてきたのが現実である。